# Lucien Rich
Lucien Auguste Rich, né le 2 novembre 1892 à Reims et mort le 10 octobre 1976 à Rethel est un coureur cycliste français. Il a notamment remporté Paris-Nancy à deux reprises et compte trois participations au Tour de France avec pour meilleur classement final une dix-septième place en 1923.

## Palmarès
- 1920
  - Circuit de Champagne
  - 3e de Paris-Dunkerque
  - 2e de Paris-Nancy
- 1921
  - 2e de Paris-Nancy
  - 3e du Circuit de Champagne
  - 3e de Luxembourg-Nancy
- 1922
  - 3e du Tour du Nord-Ouest
- 1923
  - Paris-Nancy
  - 2e de Luxembourg-Nancy
  - 3e du Circuit de Champagne
  - 3e de Marseille-Lyon
- 1924
  - 3e de Paris-Nancy
- 1925
  - Paris-Nancy
- 1926
  - 3e de Paris-Hayange
- 1927
  - 3e du GP Wolber avec l'équipe de Reims[note 1]

## Résultats sur le Tour de France
- 1923 : 17e
- 1924 : 20e
- 1928 : abandon (20e étape)